# Segunda destrucción de Concepción
La Segunda destrucción de Concepción ocurrió el día 12 de diciembre de 1555, dejando graves consecuencias para los españoles, concretándose el despueble total de la Araucanía, que comenzó levemente después de la batalla de Marihueñu.

## Contexto
La antigua urbe de Concepción del Nuevo Extremo estaba emplazada en la actual ciudad de Penco, vecina a la actual Concepción. En febrero de 1554, la ciudad había sido despoblada por Francisco de Villagra ante la inminente destrucción que vendría después de haber sido derrotado en Marihueñu. En efecto, las cosas ocurrieron como se esperaban, y Lautaro y sus huestes destruyeron totalmente la ciudad. Mientras Villagra en Santiago presionaba al cabildo para ser nombrado gobernador interino, llegó desde Lima la orden de la Real Audiencia de repoblar la ciudad de Concepción, lo cual se realizó el 24 de noviembre de 1555 con 68 vecinos españoles, más mujeres, niños y yanaconas (entre ellos muchos mestizos traídos de Perú). Al mando de la ciudad-fuerte quedó Juan de Alvarado.

## La destrucción
La ciudad fundada no tenía ni siquiera un mes, cuando un número reducido de conas (jóvenes guerreros), al mando de Lautaro, comenzó a sitiarla. A pesar de que el fuerte contaba con menos defensas materiales que la primera vez, tenía más soldados y muchos más yanaconas para protegerlo. Además, llevaron muchos más recursos en ganado y otras baratijas, por lo que pareció una presa interesante para el toqui, quien inició la construcción de un gran 'pucará', sólidamente fortificado, a objeto de evitar el combate en campo abierto y anular la caballería y las picas españolas.
Entonces, pensando que no eran muchos mapuches, Juan de Alvarado precipitadamente cargó con algo menos 50 jinetes y varios yanaconas sobre el fuerte mapuche. Su ataque mediante la caballería se vio limitado por quebradas que protegían el pucará por sus costados. Además, los choques contra la empalizada central facilitaron los golpes de macana desde su interior que hicieron retroceder a los caballos, quedando un saldo de cuatro muertos. Ante la aparición de muchos más conas escondidos desde las inmediaciones, Alvarado intentó retroceder. Sin embargo, fue perseguido por grupos de emboscadas de Lautaro y la novedosa y hace poco tiempo creada caballería, hasta la misma Concepción donde pelearon todos los españoles, incluso mujeres y niños. La infantería peninsular, armada de picas y arcabuces no pudo romper el frente y otros 18 españoles mueren en la lucha y se inició el repliegue hacia la costa. Finalmente, Alvarado logró huir junto a los pocos españoles que quedaron en buques mientras otros emprendieron la más desordenada retirada por tierra. Por otra parte, dejó a los yanaconas defendiendo la ciudad, los cuales serían masacrados por las fuerzas de Lautaro.
La nueva victoria mapuche se celebró como se acostumbraba, con una fiesta bebiendo muday (chicha de maíz o cebada), por lo que no se pudo explotar, aunque se llevaron un gran botín en caballos, baratijas, vacas, y hierro. Por el lado español, los que escaparon contaron diversas versiones de lo ocurrido, sembrando el pánico entre los santiaguinos, que pedían una solución rápida a Rodrigo de Quiroga, quien estaba a cargo de la ciudad. Otro problema que se generó fue el de la reubicación de los vecinos de Concepción, los cuales quedaron en Santiago a merced de la caridad de sus vecinos.